# Isar-Damu
Isar-Damu (Išar-Damu) war der letzte König von Ebla, bevor die Stadt im dritten vorchristlichen Jahrtausend in seinem 35. Regierungsjahr zerstört wurde. In seine Regierungszeit fallen die Amtszeiten der Minister Ebrium (erste 18 Jahre) und Ibbi-Zikkir (17 Jahre).
Isar-Damu war der Sohn seines Vorgängers Irkab-Damu und dessen Geliebter Dusigu, die jedoch nie einen Königinnentitel trug. Er kam wahrscheinlich sehr jung auf den Thron, da seine Hochzeit erst in seinem 14. Regierungsjahr stattfand. Sein Vater hatte selbst erst vier Jahre vor seinem Tod geheiratet, was wiederum andeutet, dass er sehr jung starb. Die Gemahlin Isar-Damus hieß Tabur-damu. Sie starb jedoch schon früh. Wegen des jungen Alters des Herrschers dürfte zunächst vor allem der Minister Ebrium regiert haben. Die Mutter des Königs spielte auch eine besondere Rolle und war für gut 20 Jahre die bedeutendste Frau am Hof. In den Keilschrifttexten aus Ebla wird der König meist nicht bei Namen genannt. Es wird auf ihn nur als König verwiesen, während die leitenden Minister in denselben Urkunden meist mit Namen, aber ohne Titel erscheinen. In der älteren Forschung wurden die leitenden Minister deshalb oftmals als Könige angesehen.
Im dritten Regierungsjahr kam es zu einem Friedensvertrag mit dem König Ikun-Ischar von Mari. Ebla zahlte nun keine Tribute mehr an Mari. Ebrium zog in der Folgezeit gegen die Städte Ilwi'um und Zahiran am Euphrat, die vorher Mari erobert hatte. Aus der Amtszeit des Ebrium sind auch zahlreiche Korrespondenzen mit Nagar belegt. Die Stadt wurde anscheinend von Mari bedroht und suchte Hilfe. Der Friedensvertrag mit Mari wurde im 18. Regierungsjahr erneuert. In Isar-Damus Regierungszeit wurden zahlreiche Kriege gegen Nachbarstädte geführt und meist auch gewonnen, darunter befindet sich ein Krieg gegen Ebal, einer bedeutenden Stadt östlich von Qatna.
In der Folgezeit kam es zu zwei bemerkenswerten diplomatischen Heiraten. Tagriš-damu, eine Tochter des Königs heiratete Ultum-huhu, den Kronprinz von Nagar. Eine weitere Tochter, Kešdut, heiratete den König von Kisch.
Im 31. und 32. Regierungsjahr kam es zu einem Feldzug gegen Mari. Zunächst wurden Freundschaften zu syrischen Städten bestätigt. Haddu, Nagar und Kisch wurden benachrichtigt um Mari zu isolieren. Eine erste Schlacht gab es bei Tuttul. Die Armee unter Ibbi-Zikkir zog dann nach Chalabitu. Bei Terqa, 55 km von Mari entfernt, kam es zu einer weiteren Schlacht. In den erhaltenen Texten wird von einem Sieg gesprochen, doch kam es nicht zu einer Eroberung der Stadt. Die Eroberung und Zerstörung von Ebla im 35. Regierungsjahr des Herrschers mag ein Racheakt von Mari gewesen sein.